# Hsu Yu-hsiou
Yu Hsiou Hsu (Changhua, 2 de abril de 1999) es un tenista profesional taiwanés.

## Carrera profesional
Su mejor ranking en individuales fue la posición N°208 el 9 de enero de 2023.

## Títulos ATP Challenger (1; 1+0)

### Individuales (1)
| N.° | Fecha                  | Torneo               | Superficie | Oponente en la final | Resultado   |
| --- | ---------------------- | -------------------- | ---------- | -------------------- | ----------- |
| 1.  | 6 de noviembre de 2022 | Challenger de Sídney | Dura       | Marc Polmans         | 6-4, 7-6(5) |